# Paralomis arae
Paralomis arae is een tienpotigensoort uit de familie van de Lithodidae. De wetenschappelijke naam van de soort is voor het eerst geldig gepubliceerd in 2001 door Macpherson.